# Юлдашев, Мухамеджан Юлдашевич
Мухамеджан Юлдашевич Юлдашев (узб. Muhammadjon Yoʻldoshevich Yoʻldoshev; 1 мая 1904, кишлак Беш-Арык, Кокандский уезд, Ферганская область, Туркестанский край, теперь Республика Узбекистан — 3 сентября 1985, Ташкент, Узбекская ССР, СССР) — узбекский советский ученый и партийный деятель, 2-й секретарь Ташкентского обкома КП(б) Узбекистана. Депутат Верховного Совета СССР 1-го созыва. Кандидат исторических наук (1947), доктор исторических наук (1953), профессор (1961), член-корреспондент Академии наук Узбекской ССР (1956). Академик Академии наук Узбекской ССР (.12.1968).

## Биография
Родился в семье ткача. Учился в кишлачной школе. В 1914 — сентябре 1918 г. — крестьянин в хозяйстве родственников в кишлаке Бешарык. В сентябре 1918 — апреле 1922 г. — ученик ткача, ткач в кустарной мастерской родственников. В 1919 году вступил в комсомол. Был членом Революционного совета в кишлаке Бешарык.
Член РКП(б) с марта 1922 года.
В апреле 1922 — ноябре 1923 г. — политический руководитель добровольческого отряда и военного эскадрона по борьбе с басмачами.
В ноябре 1923 — мае 1925 г. — студент Коммунистического университета в городе Ташкенте. В мае 1925 — декабре 1926 г. — секретарь партийного комитета Старогородского районного союза рабочих пищевой промышленности города Ташкента. В декабре 1926 — июне 1928 г. — студент Коммунистического университета в Ташкенте, получил специальность преподавателя истории. Одновременно преподавал на рабочем факультете при Курсах при ЦК КП(б) Узбекистана.
В июне 1928 — июне 1929 г. — заведующий организационным отделом и секретарь Старогородского районного комитета КП(б)Уз города Ташкента. В июне 1929 — август 1930 г. — заведующий организационного отдела, секретарь Ташкентского окружного комитета КП(б) Узбекистана. В августе 1930 — октябре 1931 г. — заведующий организационным отделом Среднеазиатского бюро ЦК ВКП(б) в Ташкенте.
В октябре 1931 — апреле 1933 г. — слушатель института подготовки кадров Института красной профессуры в Москве.
В апреле 1933 — сентябре 1935 г. — ответственный инструктор, заведующий сектором ЦК КП(б)У в городах Харькове и Киеве.
В сентябре 1935 — октябре 1937 г. — слушатель историко-партийного отделения Института красной профессуры в Москве.
В октябре 1937 — феврале 1938 г. — секретарь Ташкентского городского комитета ЦК КП(б) Узбекистана.
В феврале — июне 1938 г. — 2-й секретарь Организационного бюро ЦК КП(б) Узбекистана в Ташкентской области. В июне 1938 — январе 1940 г. — 2-й секретарь Ташкентского областного комитета ЦК КП(б) Узбекистана. Одновременно, в 1938—1941 г. — директор Узбекского республиканского филиала Института Маркса-Энгельса-Ленина и ответственный редактор журнала «Узбекистон коммунисти».
В феврале 1940 — июле 1941 г. — народный комиссар просвещения Узбекской ССР. В июле 1941 — феврале 1942 г. — директор Института истории и литературы Узбекского филиала Академии наук СССР.
В феврале 1942 — июле 1945 г. — заведующий кафедрой марксизма-ленинизма, директор Бугурусланского учительского института Чкаловской области РСФСР. В июле 1945 — июне 1948 г. — директор Саранского педагогического института Мордовской АССР, РСФСР.
В июле 1948 — январе 1953 г. — докторант Ленинградского филиала Института востоковедения Академии наук СССР. В январе 1953 — апреле 1954 г. — доцент Ленинградского государственного института имени Жданова. В апреле 1954 — марте 1956 г. — старший научный сотрудник Ленинградского филиала Института востоковедения Академии наук СССР.
В марте 1956 — июле 1961 г. — директор Института истории партии при ЦК КП Узбекистана.
В июле 1961 — феврале 1983 г. — старший научный сотрудник, заведующий сектором научного описания актов и документов на восточных языках Института востоковедения Академии наук Узбекской ССР. Автор более 60 научных публикаций.
С февраля 1983 года — на пенсии в Ташкенте.

## Награды
- Орден Ленина (21 января 1939) — за выдающиеся успехи в сельском хозяйстве и особенно за перевыполнение плана по хлопку
- Орден Знак Почета
- ордена
- медали